# リッジレーサー64
『リッジレーサー64』（Ridge Racer 64）は、2000年にNintendo Software Technologyが開発、任天堂から発売された、北米と欧州のNintendo 64向けレースゲームである。日本では未発売だった。ナムコ（現・バンダイナムコエンターテインメント）のリッジレーサーシリーズで初めてアーケードゲーム やPlayStation以外のゲーム機で発売されたゲームである。
2004年には、ニンテンドーDS向けにRidge Racer DS（リッジレーサーDS）としてリメイクされた。DS版はタッチスクリーンによる操作と、ワイヤレス通信により複数人でプレイすることが出来た。DS版のイメージキャラクターは、永瀬麗子からR:RACING EVOLUTIONに登場するジーナ・カヴァーリに置き換えられた。Namco Hometek（現・Bandai Namco Entertainment America, Inc）より発売された。
Nintendo 64版はその後、NINTENDO 64 Nintendo Classicsに収録された。北米版、欧州版は2025年1月31日 、そして当時未発売だった日本でも2025年5月16日に収録された。日本版のNintendo Switchでプレイできるのは、速度計がマイル表記となっている北米版となっている。

## ゲーム内容
ゲーム内では、順走、逆走含めて20種類のコースが収録されている。その中には、リッジレーサーとリッジレーサーレボリューションのコースも含まれている。 また、車種もリッジレーサーからだけではなく、R4 -RIDGE RACER TYPE 4-に登場する車や、このゲームオリジナルの車も加わっている。 マルチプレイヤーモードでは、最大4人で対戦出来る。

## 備考
1. ↑  Additional supportとしてナムコが参加している。